# Terence Groothusen
Terence Clyde Leon Groothusen (Ámsterdam, Países Bajos, 16 de septiembre de 1996) es un futbolista profesional neerlandés que juega como delantero y su último club fue el Rot Weiss Ahlen de la Regionalliga West de Alemania, actualmente se encuentra sin club. Nacido en los Países Bajos, juega para la selección de fútbol de Aruba. 

## Clubes
Groothusen hizo su debut en la Eerste Divisie con el FC Dordrecht el 18 de agosto de 2017 en un partido contra Fortuna Sittard.
El 12 de febrero de 2020, Groothusen se unió a los Kozakken Boys.
El 24 de junio de 2020, se anunció que Groothusen había fichado por SV Straelen.
En enero de 2021, Groothusen se unió a Alemannia Aachen.

## Selección nacional
Groothusen hizo su debut en la selección de fútbol de Aruba el 6 de septiembre de 2019 en un partido de la Liga de Naciones de CONCACAF contra Guyana, como titular.

### Goles internacionales
Las puntuaciones y los resultados enumeran el recuento de goles de Aruba en primer lugar, la columna de puntuación indica la puntuación después de cada gol de Groothusen .
| N.º | Fecha                  | Sede                                                        | Adversario        | Gol | Resultado | Competencia                                        |
| --- | ---------------------- | ----------------------------------------------------------- | ----------------- | --- | --------- | -------------------------------------------------- |
| 1   | 9 de septiembre de2019 | Estadio Sir Vivian Richards, North Sound, Antigua y Barbuda | Antigua y Barbuda | 1–1 | 1–2       | 2019-20 CONCACAF Liga de Naciones B                |
| 2   | 2 de junio de 2021     | Academia IMG, Bradenton, Estados Unidos                     | Islas Caimán      | 2-1 | 3-1       | Clasificación para la Copa Mundial de la FIFA 2022 |
| 3   | 6 de junio de 2022     | Stadion Rignaal Jean Francisca, Willemstad, Curazao         | Saint-Martin      | 1–0 | 3–0       | 2022-23 CONCACAF Liga de Naciones C                |
| 4   | 6 de junio de 2022     | Stadion Rignaal Jean Francisca, Willemstad, Curazao         | Saint-Martin      | 2–0 | 3–0       | 2022-23 CONCACAF Liga de Naciones C                |